# Joyful Noise
Joyful Noise är en amerikansk musikalisk dramakomedifilm från 2012 i regi av Todd Graff. I huvudrollerna ses Queen Latifah, Dolly Parton, Keke Palmer, Courtney B. Vance och Jeremy Jordan. 

## Rollista i urval
- Queen Latifah – Vi Rose Hill
- Dolly Parton – G. G. Sparrow
- Keke Palmer – Olivia Hill
- Jeremy Jordan – Randy Garrity
- Dexter Darden – Walter Hill
- Courtney B. Vance – pastor Dale
- Kris Kristofferson – Bernard Sparrow
- Jesse L. Martin – Marcus Hill
- Angela Grovey – Earla Hughes
- Andy Karl – Caleb
- Dequina Moore – Devonne
- Paul Woolfolk – Manny
- Francis Jue – Ang Hsu
- Roy Huang – Justin
- Judd Lormand – Darrel Lino
- Kirk Franklin – Baylor Sykes

## Musik i filmen i urval
- "Not Enough", av Dolly Parton, sjungs av Dolly Parton och Queen Latifah
- "Man in the Mirror", av Glen Ballard & Siedah Garrett, sjungs av Keke Palmer
- "Maybe I'm Amazed", av Paul McCartney, sjungs av Jeremy Jordan och Keke Palmer
- "From Here to the Moon and Back", av Parton, sjungs av Dolly Parton, Kris Kristofferson och Jeremy Jordan
- "That's the Way God Planned It", av Billy Preston, sjungs av Ivan Kelley, Jr.
- "He's Everything", av Parton, sjungs av Queen Latifah, Dolly Parton, Keke Palmer, Jeremy Jordan, Andy Karl och DeQuina Moore